# اوبرن (ایندیانا)
اوبرن (به انگلیسی: Auburn) شهری در ایالت ایندیانا، ایالات متحده آمریکا است. در سرشماری سال ۲۰۰۰، جمعیت این شهر ۱۲،۰۷۴ نفر اعلام شد.

## نگارخانه

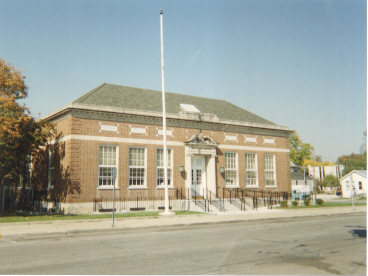
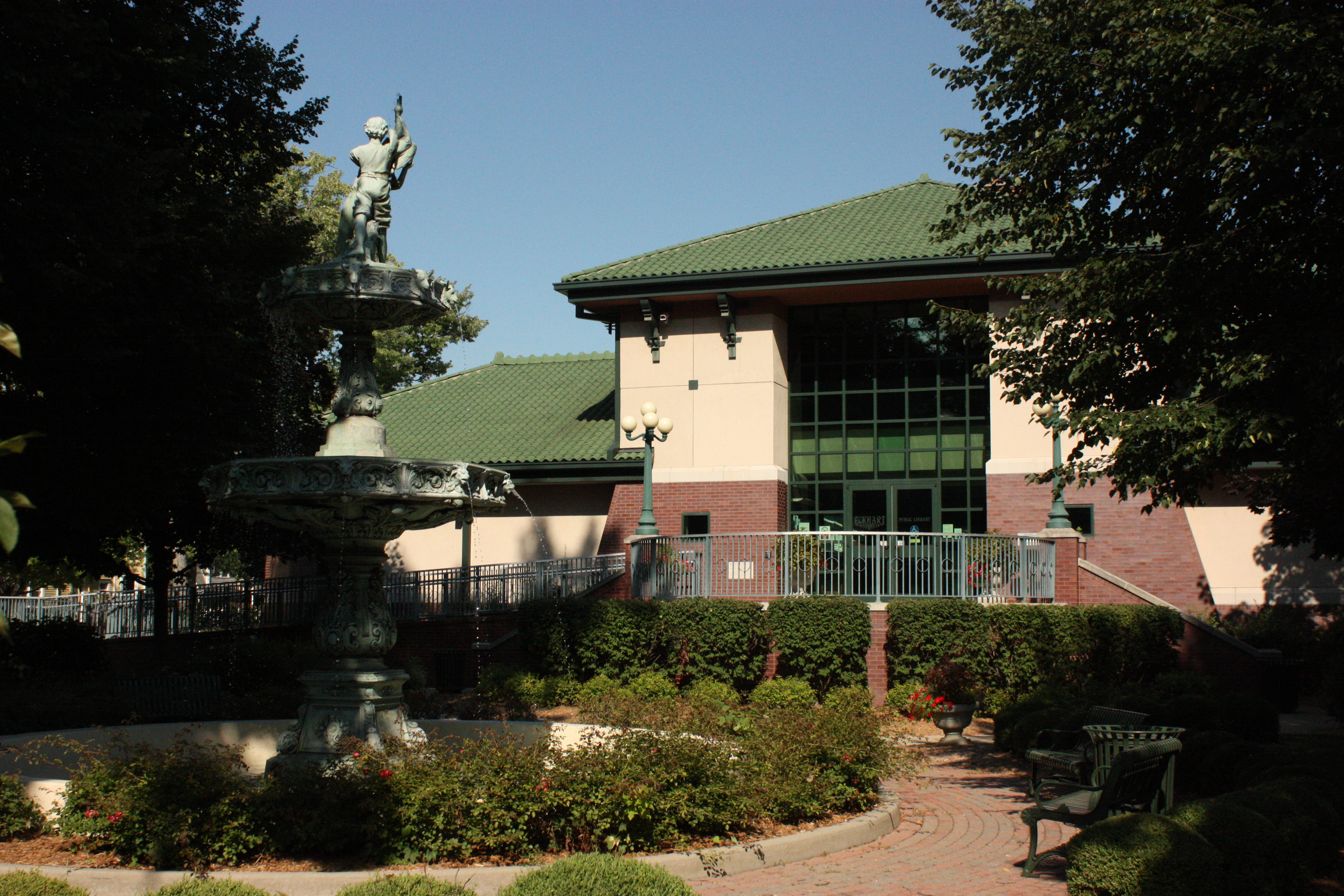
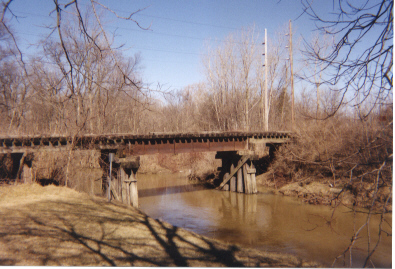

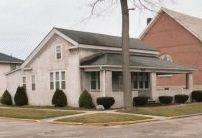
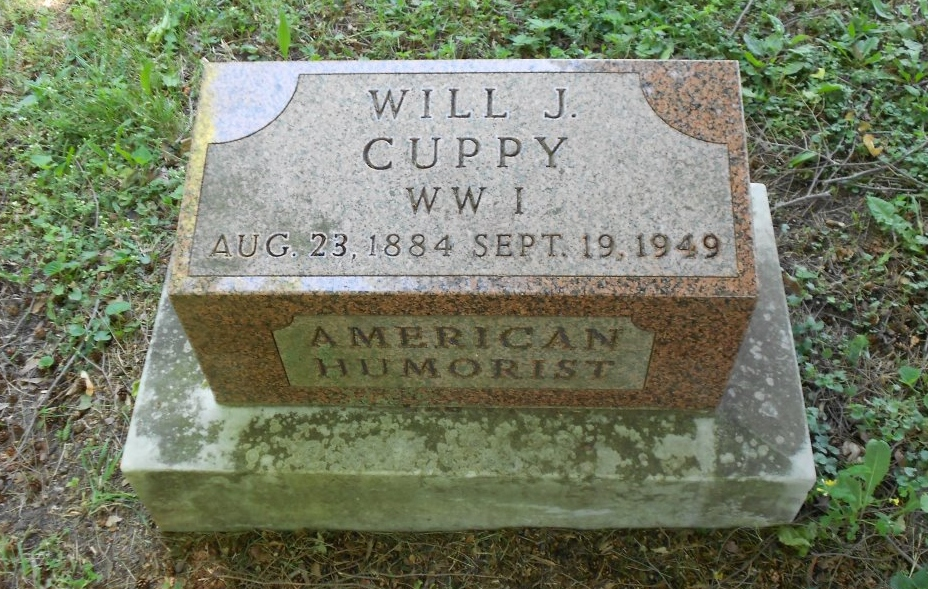
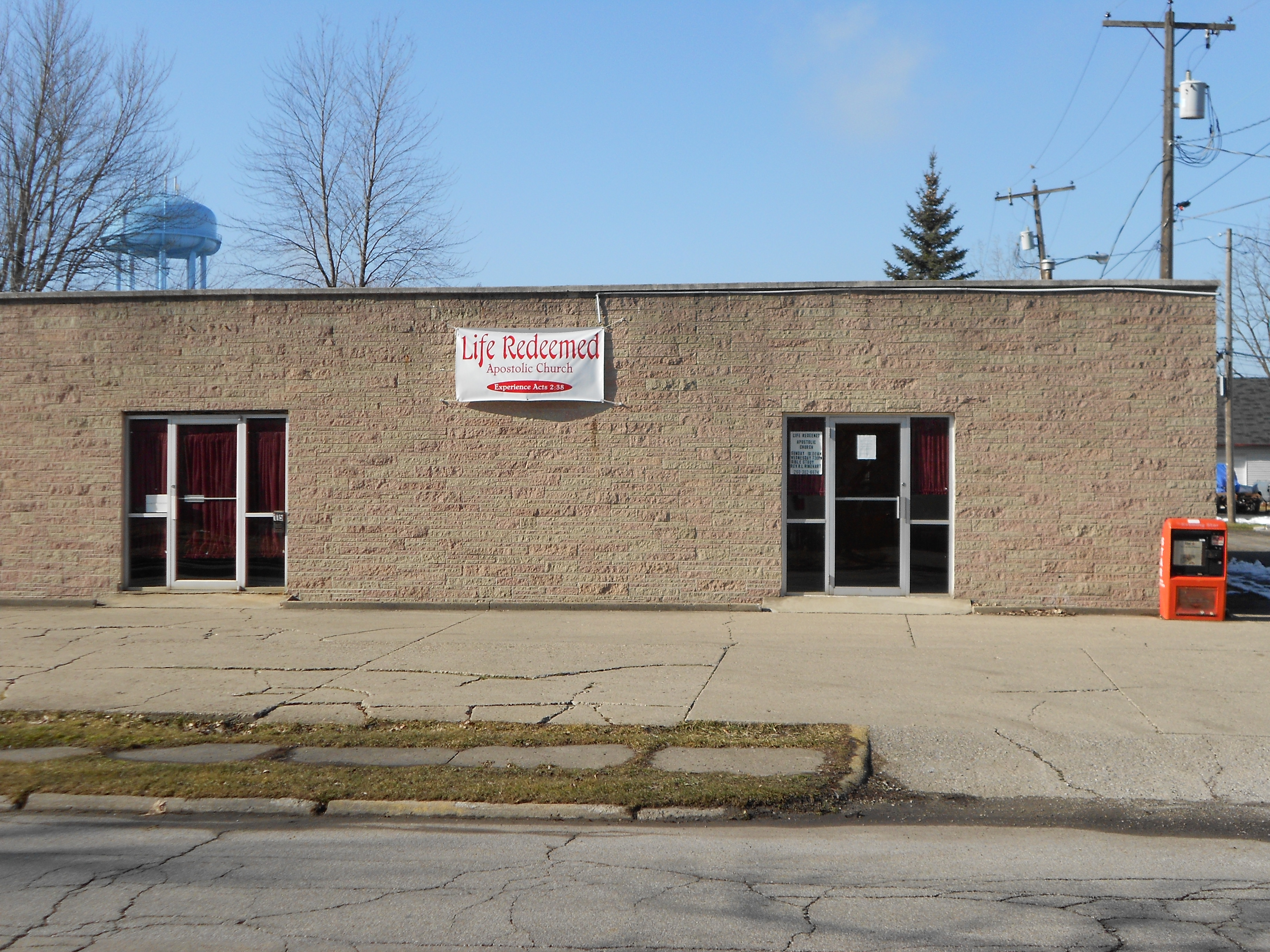

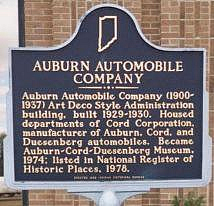